# Pliopontos
Pliopontos — рід річкових дельфінів, що жили в епоху міоцену-пліоцену на узбережжі Чилі та Перу. Він містить єдиний вид, Pliopontos littoralis, описаний у 1983 році та відомий із формації Піско, що містить багато скам'янілостей. Додаткові залишки, які можна віднести до роду, були знайдені в формаціях Баїя-Інглеса та Кокімбо.